# Sledgehammer Games
Sledgehammer Games is een Amerikaanse computerspelontwikkelaar opgericht in 2009 als eigendom van Activision Blizzard. Sledgehammer Games heeft een half jaar aan een third-person Call of Duty gewerkt maar werd door Activision verplaatst van project en stond daarna de ontwikkeling van Call of Duty: Modern Warfare 3 bij.

## Games
| Release | Titel                          | Platform(s)                                                    |
| ------- | ------------------------------ | -------------------------------------------------------------- |
| 2011    | Call of Duty: Modern Warfare 3 | PlayStation 3, Wii, Windows, Xbox 360                          |
| 2014    | Call of Duty: Advanced Warfare | PlayStation 3, PlayStation 4, Windows, Xbox 360, Xbox One      |
| 2017    | Call of Duty: WWII             | PlayStation 4, Windows, Xbox One                               |
| 2021    | Call of Duty: Vanguard         | PlayStation 5, PlayStation 4, Windows, Xbox One, Xbox Series X |